# 王辰爾
王辰爾，又稱王智仁，是百濟第十七代王辰孫王後代，渡来系氏族船氏之祖，学問優秀，對儒教在日本傳播貢獻很大。
王辰爾本来是中國南朝出身入国百濟归化人。

## 解説
日本書紀記錄553年(欽明天皇14年)王辰爾受蘇我稲目邀請到日本管理與紀錄船賦，因他功績賜姓船史。
敏達天皇元年(572年)，他因能解讀高句麗上表文受蘇我馬子和敏達天皇贊賞(當時朝中只有少數人通漢字)。
懷風藻序文説他對傳播齊魯之学（儒教学問）有很大貢獻。

## 脚注
1. ↑  『朝日日本歴史人物事典』【王辰爾】『日本大百科全書』【王辰爾】